# فرسان روسيا

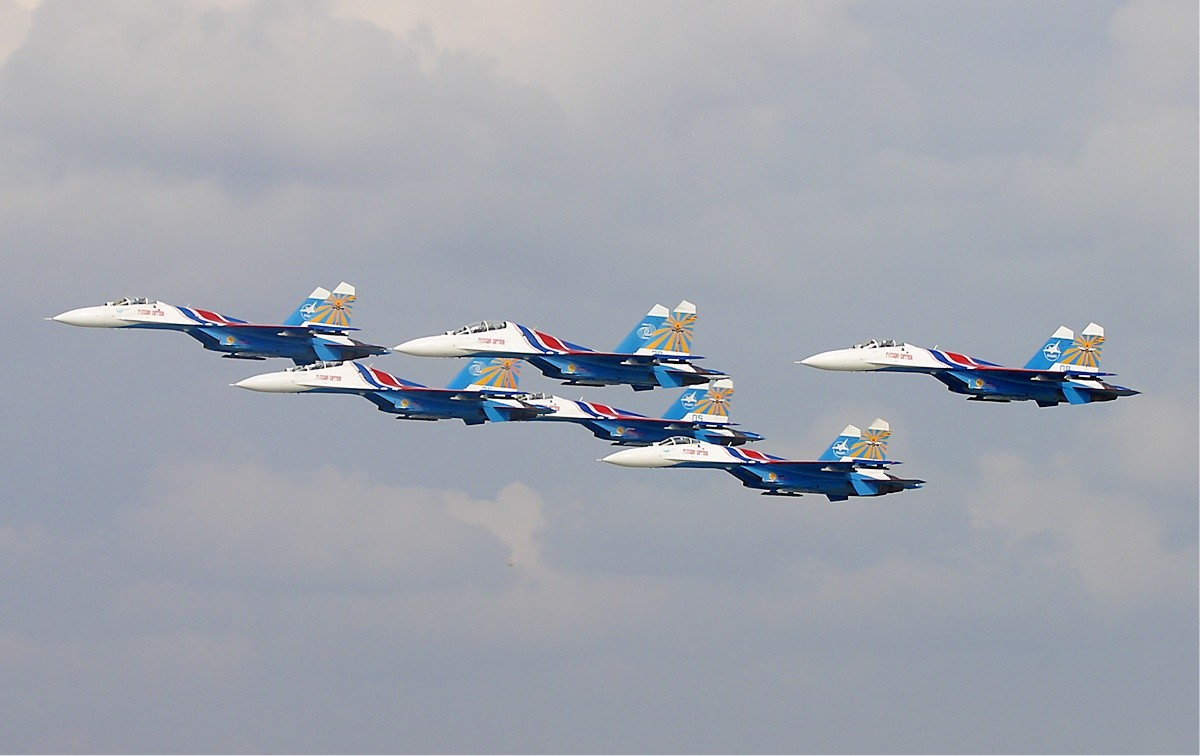
سوخوي 27 بالوان فرسان روسيا

فرسان روسيا  (بالروسية: Русские Витязи)‏ هو فريق الاستعراضات الجوية التابع للقوات الجوية الروسية. تم تشكيل الفريق في سنة 1991 في قاعدة كوبينكا الجوية كسرب من 6 طائرات سوخوي إس يو - 27.

## وصلات خارجية
- الموقع الرسمي